# 365131 Hassberge
365131 Hassberge este o planetă minoră (asteroid) din centura de asteroizi. A fost descoperită pe 23 februarie 2009 la Observatorio de Calar Alto⁠(d) de Felix Hormuth⁠(d). 
Obiectul prezintă o orbită caracterizată de o semiaxă mare de 2,3584099569189 UAi, o excentricitate de 0,18, o înclinație de 1,7 ° în raport cu ecliptica.